# إيك تورنر
إيك تورنر (بالإنجليزية: Ike Turner)‏ هو موزع وعازف قيثارة ومغني وعازف بيانو ومغن مؤلف ومنتج أسطوانات وممثل أمريكي، ولد في 5 نوفمبر 1931 في كلاركسديل في الولايات المتحدة، وتوفي في 12 ديسمبر 2007 في سان ماركوس في الولايات المتحدة بسبب جرعة زائدة.

## وصلات خارجية
- إيك تورنر على موقع IMDb (الإنجليزية)
- إيك تورنر على موقع ميتاكريتيك (الإنجليزية)
- إيك تورنر على موقع الموسوعة البريطانية (الإنجليزية)
- إيك تورنر على موقع روتن توميتوز (الإنجليزية)
- إيك تورنر على موقع ألو سيني (الفرنسية)
- إيك تورنر على موقع ميوزك برينز (الإنجليزية)
- إيك تورنر على موقع رولينغ ستون (الإنجليزية)
- إيك تورنر على موقع أول موفي (الإنجليزية)
- إيك تورنر على موقع قاعدة بيانات برودواي على الإنترنت (الإنجليزية)
- إيك تورنر على موقع قاعدة بيانات الأفلام السويدية (السويدية)